# جمیلا
جمیلا یا جمیله به معنی زیبا یک روستای کوهستانی در الجزایر ، در نزدیکی شرق سواحل شمالی الجزیره است که در آن آثاری از قوم بربر در شمال آفریقا حفظ شده است. این مکان در سال ۱۹۸۲ در میراث جهانی یونسکو به ثبت رسید.

## نگارخانه

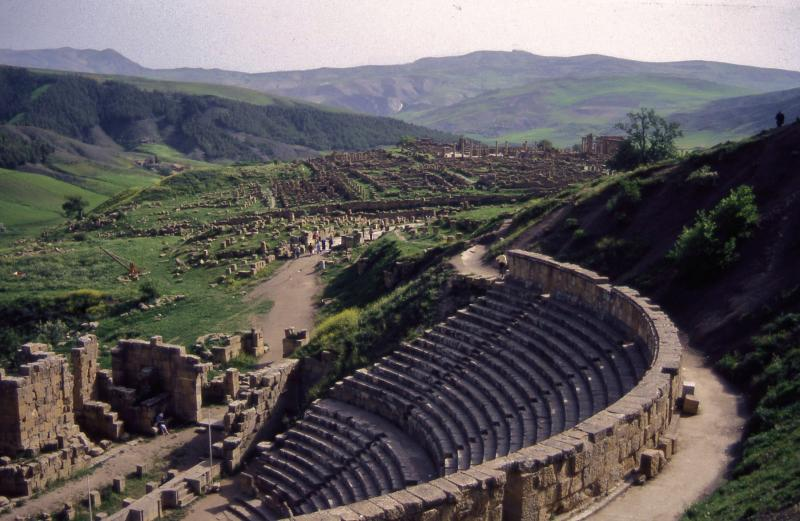
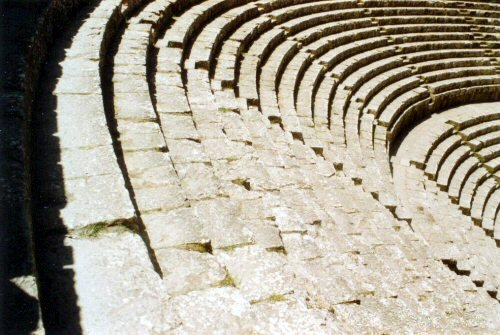
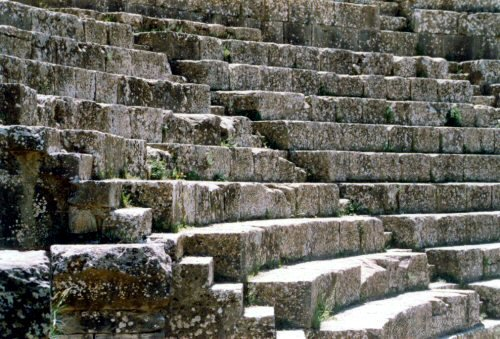